# Суперрачунар
Суперрачунар је рачунар који је пројеткован да извршава нумеричка израчунавања највећом могућом брзином коју нуде последња електронска рачунарска технологија и архитектура. Потреба за аритметичким израчунавањима највећом могућом брзином у датом моменту, потиче из примене рачунара на научне области. Симулација различитих физичких процеса, неопходна у областима као што су физика, структурна механика, метеорологија и аеродинамика, данас су само неке од области примене суперрачунара. Уобичајена техника се састоји у израчунавању приближног нумеричког решења за скуп парцијалних диференцијалних једначина које математички описују дате физичке процесе, а који су обично сувише комплексни за ријешавање путем уобичајених математичких метода.
Суперрачунари су уведени 60-тих година 20. века. У почетку, једини прозвођач је био Симор Креј (Seymor Cray) у фирми Control Data Corporation (CDC), Cray Research, а касније и друге компаније које су носиле његово име или монограм. Док су 1970-их година суперрачунари користили само неколико процесора, 1990-их су почели да се појављују суперрачунари са хиљадама процесора а до краја 20. века, паралелни суперрачунари са десетинама хиљада "off-the-shelf" процесора су постали норма. Кинески Tianhe-2 је тренутно најбржи суперрачунар на свету, са 33.86 петаФЛОПС-а (PFLOPS), или 33.86 квадрилиона FLOPS-a.
Суперкомпјутери играју важну улогу у области рачунарства, и користе се за широк спектар рачунски интензивних задатака у разним областима, укључујући и квантну механику, временску прогнозу, климатска истраживања, истраживања нафте и гаса, молекуларно моделирање (израчунавање структура и својства хемијских једињења, биолошких макромолекула, полимера и кристала), и физичке симулације (као што су симулације почетка и раног времена Универзума, аеродинамике авионских и свемирских летелица, детонације нуклеарног оружја, и нуклеарне фузије). Током своје историје, они су били од суштинског значаја и у криптоанализи.
Системи са великим бројем процесора обично имају два приступа: У једном приступу (на пример, у дистрибуираном рачунарству), велики број дискретних рачунара (на пример, лаптоп) повезаних у мрежу (на пример, Интернет) посвећују део или све своје ресурсе решавању заједничког проблема; сваки поједини рачунар (клијент) прима и решава много малих задатака, а резултате шаље на централни сервер који интегрише резултате свих клијената у коначно решење. У другом приступу, велики број процесора је смештен у непосредну близину (нпр компјутерски кластер); на овај начин се штеди доста времена у протоку података и омогућава процесорима да раде заједно на једном задатку (уместо на одвојеним задацима), на пример у месх и хyперцубе архитектурама.
Коришћење процесора са вишеструким језгром у комбинацији са централизацијом је тренд у настајању; ово се може посматрати као мали кластер (нпр. језгро процесора у паметном телефону, таблету, лаптопу, итд.) зависе али и доприносе облаку.

## Употреба енергије
Суперрачунари високих перформанси обично захтевају и велику потрошњу енергије. Међутим, Исланд би могао бити референтна вредност за будућност са првим светским суперрачунаром без емисије. Лоциран у Thor Data Center у Рејкјавику, Исланд, овај суперрачунар се ослања на потпуно обновљиве изворе енергије, а не на фосилна горива. Блажа клима такође смањује потребу за активним хлађењем, што га чини једним од најзеленијих објеката у свету рачунара.